# Лонгобардія (фема)
Фема Лонгобардія (грец. θέμα Λογγοβαρδία, Λογγιβαρδία) — військово-адміністративна одиниця Візантійської імперії (фема), яка розташовувалась на півдні Італії. Утворено близько 891 року. Отримала назву за лангобардськими герцогствами, що володіли цими областями. Припинила існування близько 965 року внаслідок утворення Італійського катепанату.

## Історія
В 840-х роках візантійцями була втрачена значна частина Сицилії, яку захопили війська мусульманської держави Аглабідів з Африки. У 850-х роках араби зайняли значні області в Апулії та Луканії. У відповідь імператор Василь I розпочав наступ з метою відвоювання втрачених земель. У 873 році було зайнято перше місто в Італії — Отранто (там було відновленон дукат, що існував з 758 року), у 876 році візантійські війська за підтримки франків захопили місто Барі. Того ж року утворюється турма Лонгобардія, яку долучено було до феми Кефалонія.
Внаслідок успішних походів Никифора Фоки Старшого Візантії вдалося відвоювати Апулію, прибережну Калабрію та Луканію. Водночас війна стала вестися не лише з арабами, а й лангобардськими герцогствами. У 891 році підкорено Беневентське герцогство , а інші (Салерно і Капуя) визнали зверхність імперії. Тоді ж було утворено фему Лонгобардія. Незабаром колишні візантійські дукати Неаполь, Гаета і Амальфі знову визнали владу імператора.
Протягом усього існування феми головним завданням було захист підкорених володінь, оскільки лангобарди часто повставали. Водночас продовжувалися напади арабів. Також ці володіння спробували захопити франкські королі Італії, а згодом імператори Священної Римської імперії. У 921 та 927 роках візантійці з труднощами відбили напади князя Беневентського Ландульф I.
Тому у 938 Лонгобардію було поєднано з фемою Калабрія. Після зникнення загрози у 956 році знову утворено окремі феми. При цьому постійні повстання та війни на території феми завдали удару по демографії, щільність населення значно знизилася. Греки розташовувалися переважно у портових містах (найщільніше заселили область від міста Трані до Тарента), лангобарди мешкали на півночі, в сільській місцевості зводили замки. При цьому більшість населення була прихильною до римського церковного обряду, тому візантійська влада не могла спиратися на православну церкву як опору.
Згодом практика довела необхідність об'єднань військових сил візантійців в Італії. До того ж у 962 році Оттон II, імператор Священної Римської імперії, підкорив Беневентське, Сполетське, Салернське і Капуанське князівства. Слідом за цим вдерся до самої феми Лонгобардія. З огляду на це у 965 році було створено Італійський катепанат.

## Адміністрація
Охоплювала територію Апулії та Базилікати. Адміністративним центром було місто Барі (лише у 892—895 роках — Беневенто), а церковним — Отранто (там розташовувався архієпископ). Фему було поділено на округи (діактериси), але з 930-х років замінюються турмархіями. Протягом IX—X ст. зберігалася лангобардська система оподаткування. Лише з 999 року почалося впровадження візантійських податків.
На чолі стояв стратег, який до 911 році поєднував цю посаду з керуванням феми Кефалонія. Після цього року призначалися окремі стратеги феми Лонгобардія. Стратег не отримував зарплатню з державної скарбниці, натомість впроваджувався спеціальній податок на мешканців феми. Кількість військових частин феми не була постійною. Також тут розташовувався власний флот з дромонів. Головними портами були місто Отранто і Калліполь.

## Відомі стратеги
- Симбактій (Смбат) Протоспафарій (891—892)
- Георгій Патрикій (892—894)
- Миколай Епінгингел (914—915)
- Маріан Аргир (955—962)